# Remigius Adrianus Haanen
Remigius Adrianus Haanen (* 5. Januar 1812 in Oosterhout; † 13. August 1894 in Aussee) war ein niederländischer Landschaftsmaler und Radierer, der ab 1842 in der k. und k. Monarchie Österreich-Ungarn seinen festen Wohnsitz nahm.

## Leben
Remigius Adrianus Haanen war ein Sohn des Kunsthändlers, Restaurators und Genremalers Casparis Haanen (1778–1849) und der Isabella Johanna Sangster (1777–1846). Er war eines von sechs Kindern und das jüngste Kind der Familie. Seine Geschwister, die auch in die Kunstgeschichte eingingen, waren die Blumen- und Stilllebenmalerin Adriana Johanna Haanen, der Landschaftsmaler George Gillis Haanen und die Landschaftsmalerin Elisabeth Alida Haanen.
Er war Schüler seines Vaters und ab 1832 von Jan van Ravenzwaay (1789–1869) in Hilversum. Er machte eine längere Studienreise durch Europa und besuchte unter anderen Frankfurt am Main, Norditalien und St. Petersburg. In Wien wurde er Schüler von Peter Johann Geiger an der Akademie der bildenden Künste in Wien. Am 26. März 1842 heiratete er in Wien Emilie Mayer von Alsó-Rußbach. Aus dieser Ehe stammt auch der Maler Cecilus van Haanen (1844–1914). 1846 verlieh König Wilhelm II. der Niederlande den Orden der Eichenkrone. Haanen stellte unter anderem auch auf der Pariser Weltausstellung 1855 aus. Er war Mitglied im Altertumsverein zu Wien. Ab 1865 war er Mitglied im Wiener Künstlerhaus. Nach längeren Aufenthalten in London, 1866 und 1867, kaufte das Britische Museum eine Sammlung seiner Radierungen. Fürst Esterházy beauftragte ihn in Budapest dessen Galerie zu ordnen und zu katalogisieren. Ab 1875 bis zu seinem Tod 1894 wohnte er in der Wiener „Schellinggasse 1“. Er starb am 13. August 1894 während einer Kur im Kurort Aussee.
Er signierte seine Werke mit „RH“, „R. v. Haanen“ und „R. van Haanen“.
Eine Büste Remigius Adrianus Haanens von Viktor Tilgner wurde am 15. Mai 1901 in Wien enthüllt. Das Monument ging während des Zweiten Weltkrieges zugrunde. Einige seiner Werke gehörten zur Raubkunst der NSDAP. Eine Monografie über ihn und sein Werk oder ein Gesamtverzeichnis seiner Werke liegt bisher nicht vor.

## Akademie Mitglied
- Reichsakademie der Bildenden Künste Amsterdam
- Kunstakademie Mailand
- St. Petersburger Kunstakademie
- Kunstakademie Venedig
- Akademie der bildenden Künste Wien

## Sammlungen (Auswahl)
- Rijksmuseum Amsterdam, Amsterdam[7]

## Werke

### Werke (Auswahl)

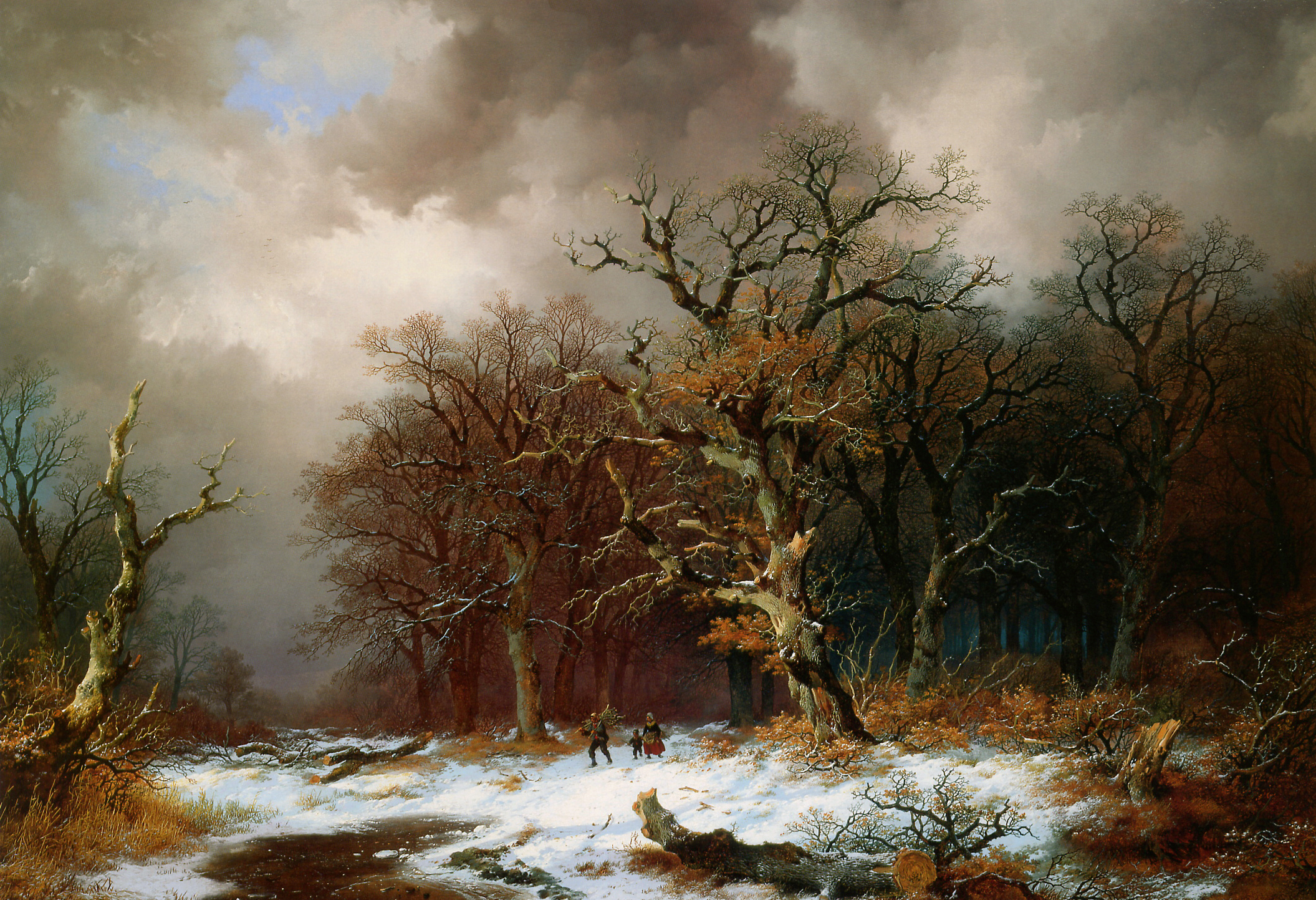
Reisigsammler in Winterlandschaft
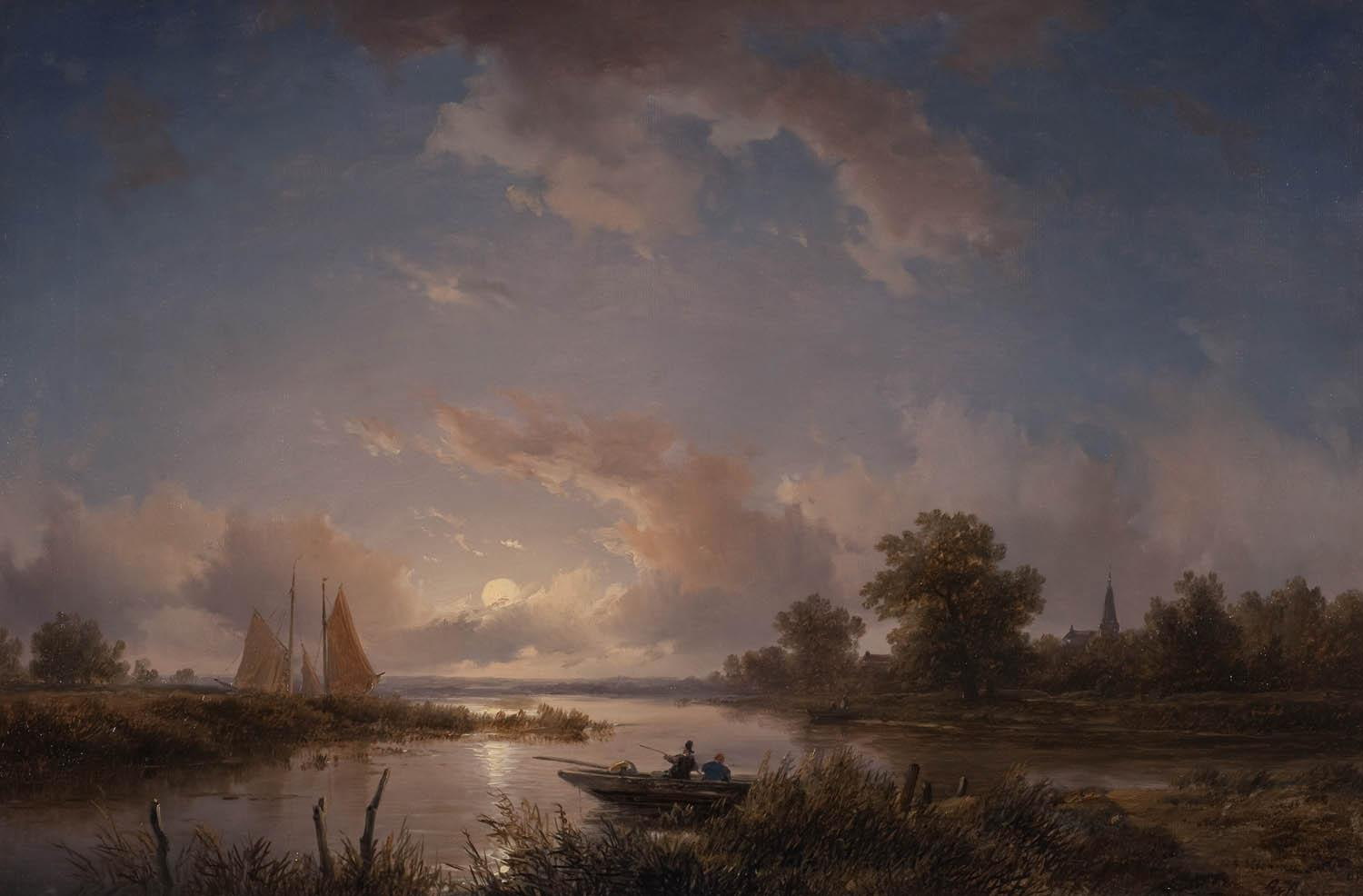
Fischer am Morgen
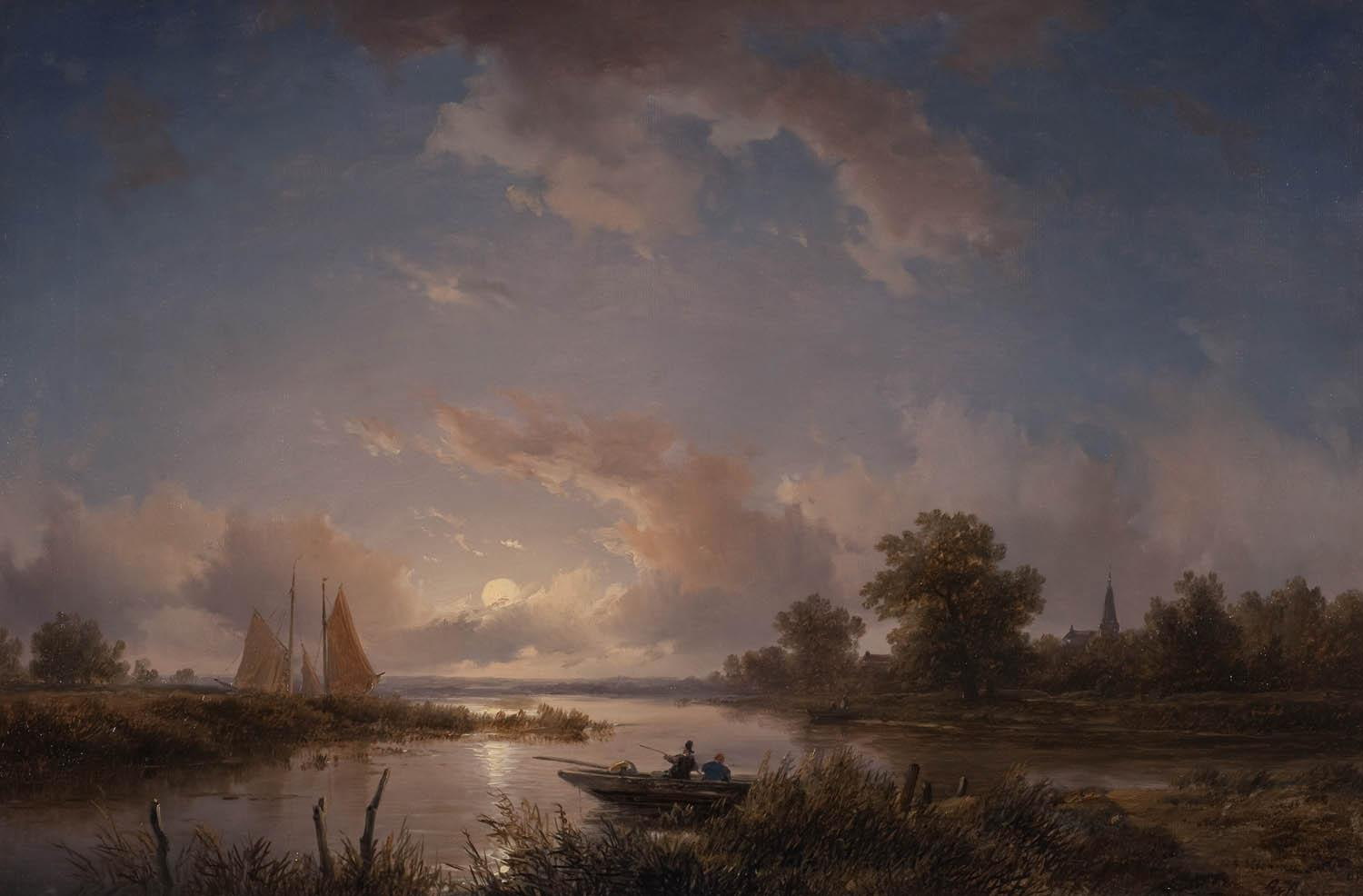
Fischer in einem Ruderboot im Mondschein (Öl auf Leinwand 1853)
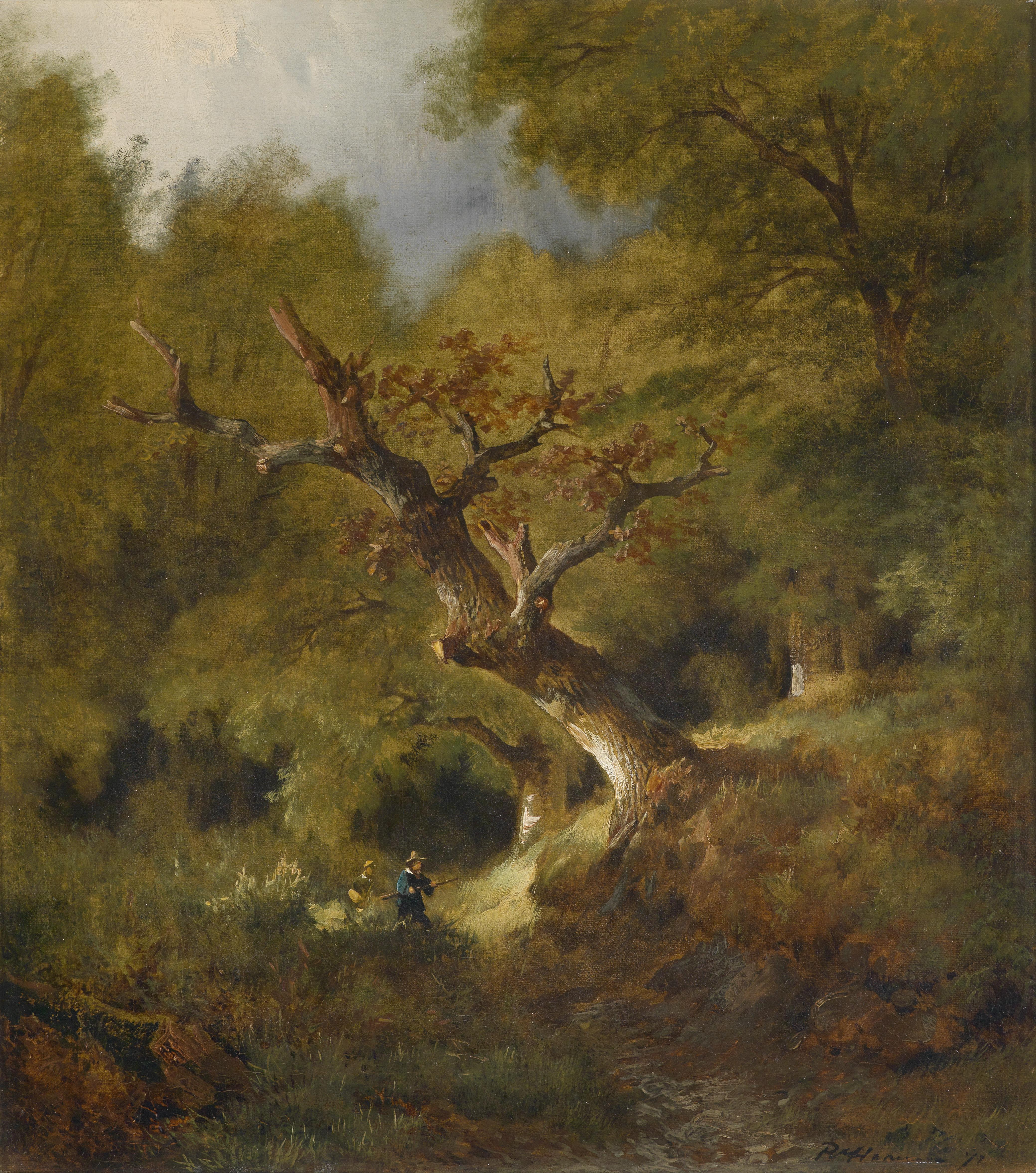
Waldlandschaft mit Jäger (Öl auf Leinwand 1871)
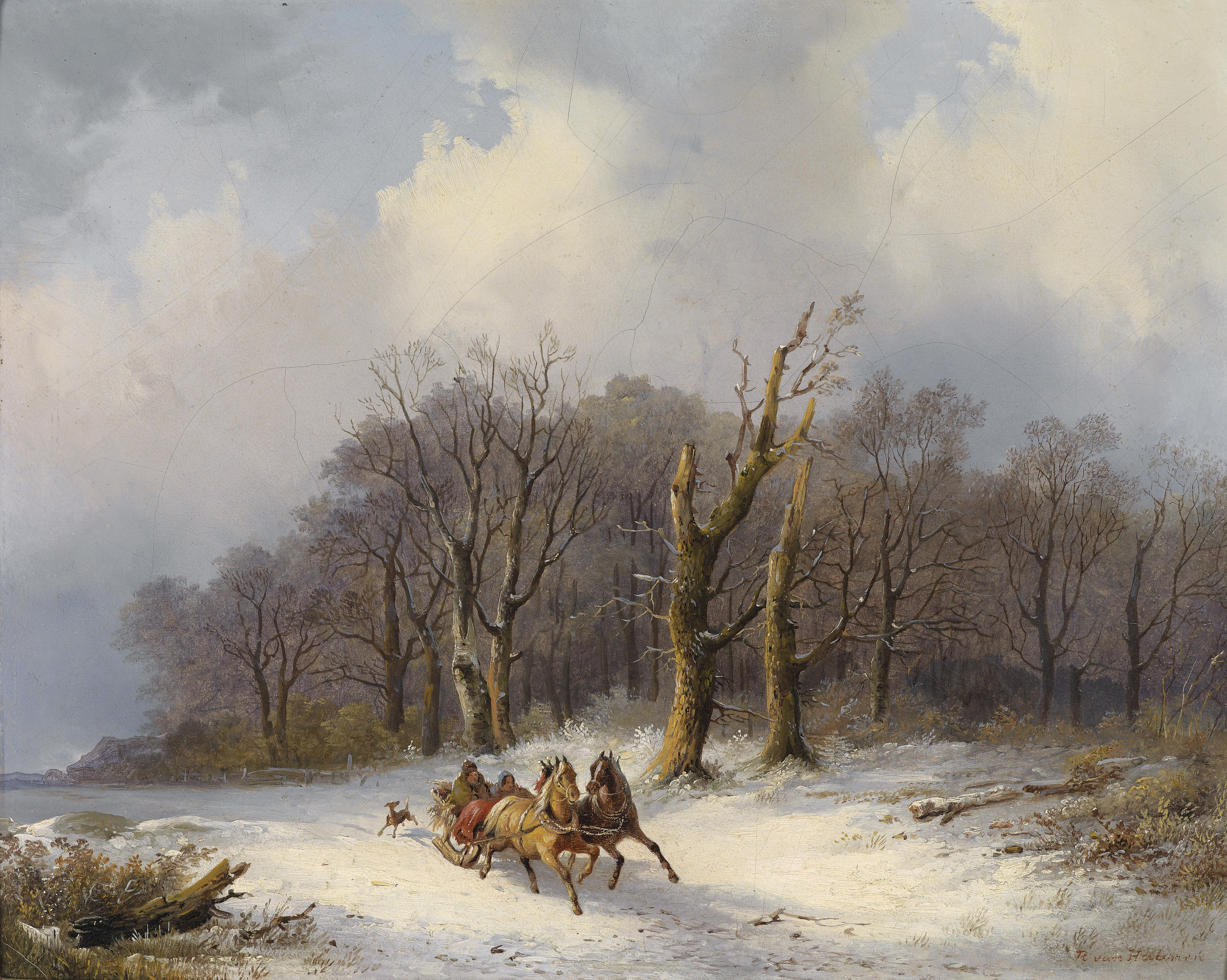
Winterlandschaft mit Pferdeschlitten (Öl auf Karton 1891)

- Landschaft aus der Theißgegend, Winterlandschaft (1835, Nationalgalerie)
- Landschaft bei heranziehendem Gewitter (1848)[8]
- Winterlandschaft (1854)[9]
- Winterlandschaft (Radierung)[10]
- Ungarische Puszta, Haidelandschaft, Waldpartie in Ungarn, Partie am Plattensee. (alle 1861)[11]
- Gewitter nach Sonnenuntergang, Waldlandschaft nach Art des Hobbema (1877)

### Briefe
- Remigius Adrianus Haanen an das Schiedsgericht der Kunstkammer München. [Ohne Ortsangabe] den 5. Dezember 1835.[12]
- Remigius Adrianus Haanen an das Schiedsgericht der Kunstkammer München. München, den 20. Februar 1836.[13]
- Remigius Adrianus Haanen an Nikolaus Lenau. 4. Januar 1844.[14]
- Remigius Adrianus Haanen an den Sänger Ludwig Cramolini (1805–1884) Wien, den 9. Oktober 1851.[15]
- Remigius Adrianus Haanen an Unbekannt. Montag [Ohne Ort und ohne Datum].[16]
- Remigius Adrianus Haanen an Fräulein Constance von Blenning. [Ohne Ort und ohne Datum][17]
- Remigius Adrianus Haanen an Dr. H. H. Meier. Wien, den 17. November 1891.[18]

## Trivia
In dem Buch Rassenkunde Europas (2. Auflage, 1926) des seinerzeit renommierten deutschen Rassentheoretikers Hans F. K. Günther, wird Haanen als „Nordisch mit malayischem Einschlag“ bezeichnet; das darin abgedruckte Porträt des Künstlers stammt von Carl Christian Vogel von Vogelstein.